# Selfish Love
Singles de Selena Gomez
Baila Conmigo
(2021) 999
(2021)
Singles par DJ Snake
Trust Nobody
(2020) Ring the Alarm
(2021)
Selfish Love est une chanson enregistrée par DJ Snake et Selena Gomez. Elle est sortie via le label Interscope Records le 4 mars 2021, en tant que troisième et dernier single du quatrième EP de Selena, Revelación. Un clip vidéo se déroulant dans un salon de coiffure a été publiée en même temps que la chanson,. Selfish Love marque la deuxième collaboration entre DJ Snake et Selena Gomez, la première étant "Taki Taki" en 2018.

## Contexte et sortie
Le 24 février 2021, DJ Snake a publié une vidéo sur ses réseaux sociaux montrant ses messages avec Selena Gomez à propos de la réception du Disque de certification 4x platine des RIAA pour leurs singles "Taki Taki", leur précédente collaboration avec Cardi B et Ozuna,,. Il envoie alors à Selena un message dans lequel nous pouvons lire ; "Je pense qu'il est temps que nous leur en donnions un autre", suivi d'un clip audio. Ils annoncent la date de sortie et le titre du single le lendemain le 25 février 2021. La chanson est sortie le 4 mars 2021, avec son clip musical,,. Quelques jours après la sortie du single, Selena nous montre en story instagram le bouquet de fleurs que DJ Snake lui a fait parvenir pour fêter la sortie de leur chanson.

## Liste des pistes
- Téléchargement numérique

1. "Selfish Love" – 2:48

- Téléchargement numérique – Tiësto remix[10]

1. "Selfish Love" (Remix de Tiësto) – 2:33

- Téléchargement numérique - Jack Chirak remix[11]

1. "Selfish Love" (remix de Jack Chirak) - 2:42

- EP Selfish Love[12]

1. "Selfish Love" (Mélange acoustique) - 2:49
2. "Selfish Love" (remix de Jack Chirak) - 2:42
3. "Selfish Love" (Remix de Tiësto) – 2:33
4. "Selfish Love" – 2:48

## Composition
« With the whole world being separated from each other I kept looking and working only on pure good vibes, I wanted to make music for the world and mix all my favorite influences of Afrobeat, Latin music, something that felt grounded and organic. [...] "Selfish Love" came very naturally for us and I think it's the perfect evolution for our history together. »
— DJ Snake sur "Selfish Love".
        
« Avec le monde entier séparé les uns des autres, j'ai continué à chercher et à travailler uniquement sur de pures bonnes vibrations, je voulais faire de la musique pour le monde et mélanger toutes mes influences préférées, Afrobeat, Musique latine, quelque chose qui semblait ancré et fondamental. [...] "Selfish Love" est venu très naturellement pour nous et je pense que c'est l'évolution parfaite pour notre histoire ensemble. »

Selfish Love est une chanson aux rythmes Dance et Tropical House avec des influences Dubstep, de la Latin, du Moyen-Orient et aux rythmes doux du saxophone. Avec des paroles dans les deux langues (espagnols et anglais), la chanson raconte l'histoire d'une fille admettant des sentiments de jalousie qu'elle ressent dans son histoire d'amour. La chanson a été écrite par DJ Snake et Selena Gomez aux côtés de Kat Dahlia, Kris Floyd, K Sotomayor et Marty Maro, et a été produit par DJ Snake et Maro.

## Crédits et personnel
Crédits adaptés de Tidal.
- DJ Snake – composition, production, mixage
- Selena Gomez – chant, écriture de chansons
- Maro – écriture, production
- K Sotomayor – écriture de chansons
- Kat Dahlia - écriture de chansons, chœurs
- Kris Floyd – écriture de chansons
- Bart Schoudel – ingénierie, ingénierie vocale
- Nicholas Mercier – ingénierie, mastering, mixage

### Charts hebdomadaires
| Chart (2021)                                  | Position la plus haute |
| --------------------------------------------- | ---------------------- |
| Flandre (Ultratop 50 Singles)                 | 23                     |
| Wallonia (Ultratop 50 Singles)                | 13                     |
| Canada (Canadian Hot 100)                     | 71                     |
| France (SNEP)                                 | 54                     |
| Billboard Global 200 (Billboard)              | 72                     |
| Ireland (IRMA)                                | 61                     |
| Lithuania (AGATA)                             | 46                     |
| New Zealand Hot Singles (RMNZ)                | 14                     |
| Portugal (AFP)                                | 98                     |
| Sweden Heatseeker (Sverigetopplistan)         | 19                     |
| Switzerland (Schweizer Hitparade)             | 76                     |
| UK Singles Chart (OCC)                        | 93                     |
| UK Dance Chart (OCC)                          | 34                     |
| US Bubbling Under Hot 100 Singles (Billboard) | 5                      |
| US Hot Dance/Electronic Songs (Billboard)     | 4                      |
| US Hot Latin Songs (Billboard)                | 6                      |

## Historique des versions
| Région | Date          | Format                               | Label      | Version      |
| ------ | ------------- | ------------------------------------ | ---------- | ------------ |
| Divers | 4 mars 2021   | Téléchargement de musique, Streaming | Interscope | Originale    |
| Italie | 9 avril 2021  | Hit contemporain de radio (en)       | Universal  | Originale    |
| Divers | 16 avril 2021 | Téléchargement de musique, Streaming | Interscope | Tiësto remix |
| Divers | 7 mai 2021    | Téléchargement de musique, Streaming | Interscope | EP           |